# Lila satijnvezelkop
De lila satijnvezelkop (Inocybe lilacina) is een schimmel uit de familie Inocybaceae. De zwam vormt ectomycorrhiza. Vruchtlichamen komen voor van mei tot en met november. Hij groeit in loof- en naaldbossen, in parken en bermen op voedselrijke grond.

## Kenmerken

### Uiterlijke kenmerken
Hoed
De hoed heeft een diameter van 1,5 tot 3,5 cm. De vorm is kegelvormig en hij wordt later breder tot een koepelvorm met een uitgesproken bult. Het oppervlak is zijdeachtig. De kleur is violet. De randen van de hoed zijn gebogen als ze jong zijn voordat ze omhoog gaan en zijn verbonden met de steel.
Lamellen
De lamellen zijn aan de steel aangehecht. De kleur is crème of bleekgrijs en later okerbruin.
Steel
De steel heeft een lengte van 1 tot 6 cm en een dikte van 3 tot 6 mm. Het heeft dezelfde kleur als de hoed. De cortina laat geen ring achter.
Geur en smaak
Het vlees smaakt pittig. De sterke geur wordt wel vergeleken met meel of aarde.
Sporenprint
De sporenprint is okerbruin. 

### Microscopische kenmerken
De sporen zijn glad, min of meer elliptisch en meten 7-9 × 4-5,5 µm. Pleurocystidia zijn dikwandig, apicaal bezet en hebben de afmeting 40-60 × 10-20 µm. Cheilocystidia zijn vergelijkbaar met pleurocystidia.

## Verspreiding
De lila statijnvezelkop komt voor in Europa en Noord-Amerika. In Nederland en België komt de zwam algemeen voor.

## Foto's

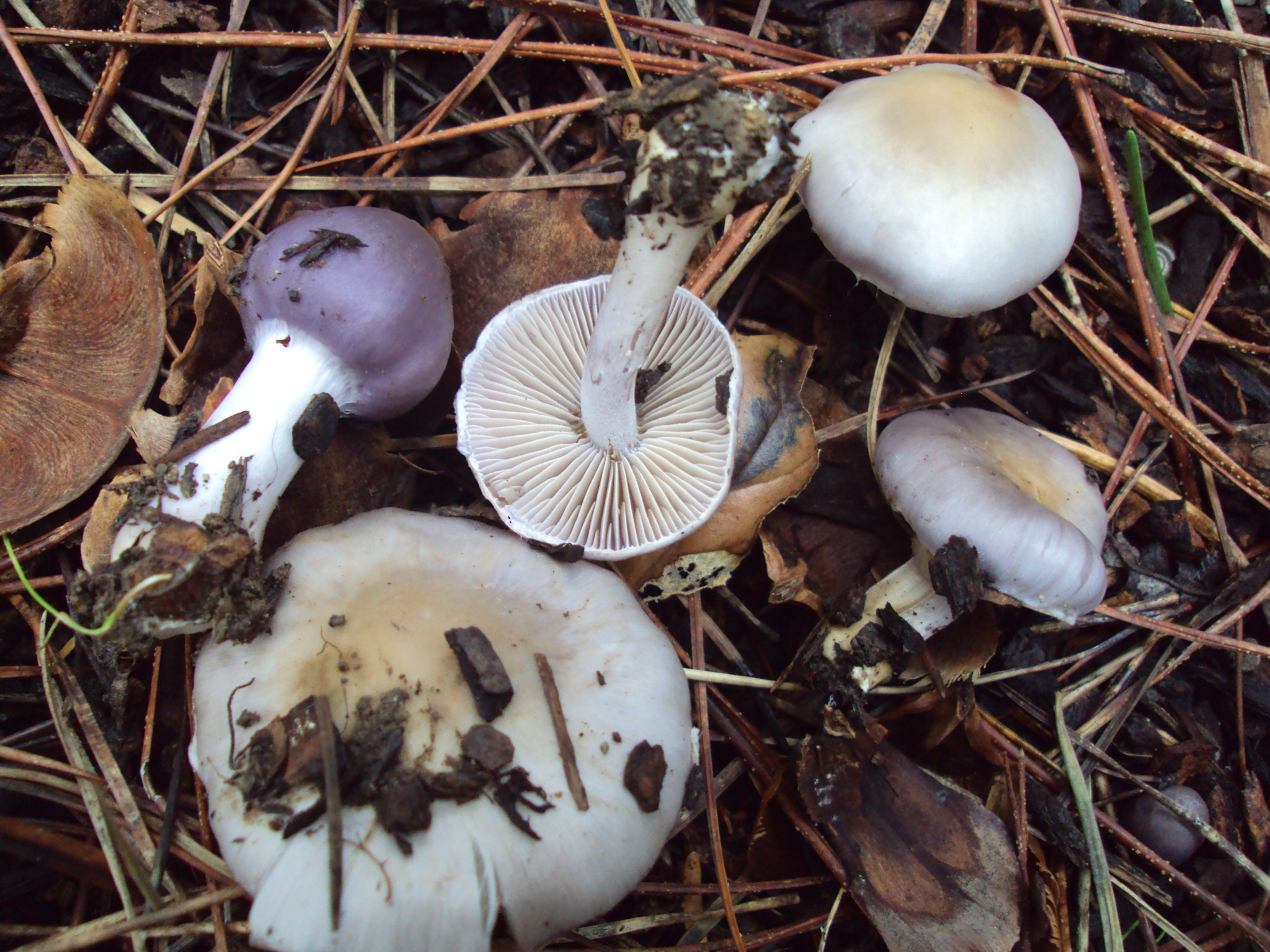
Lamellen
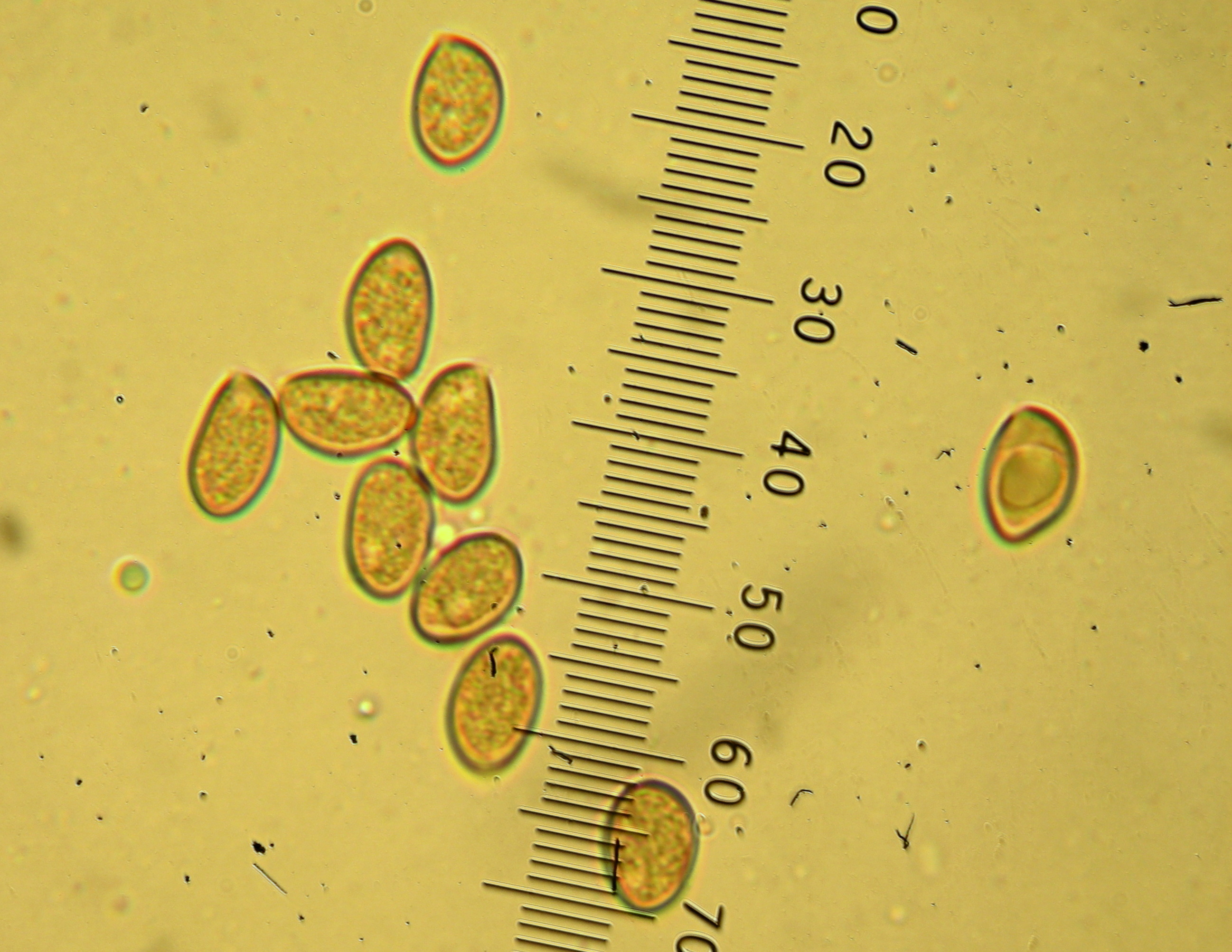
Sporen
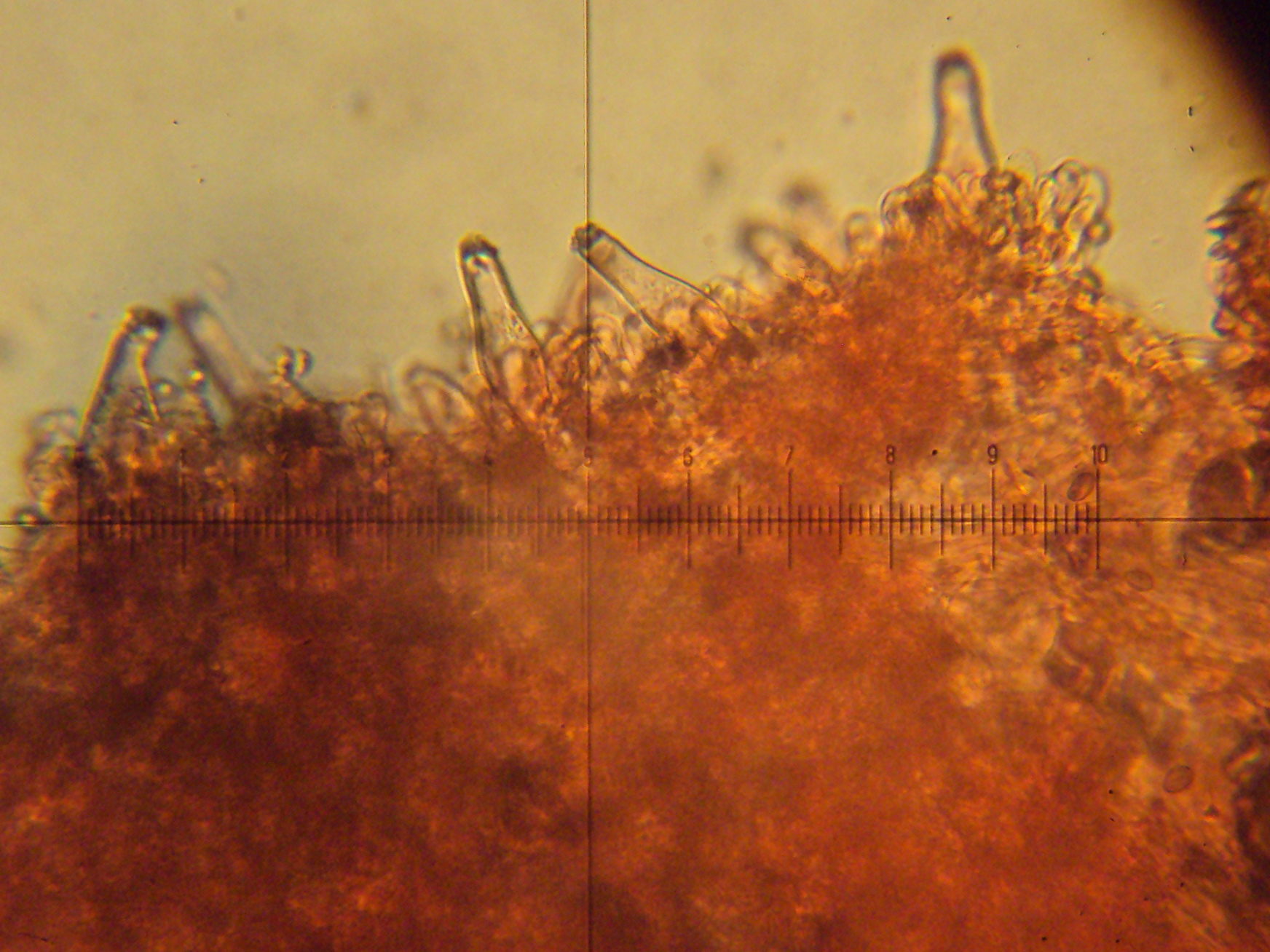
Pleurocystidia
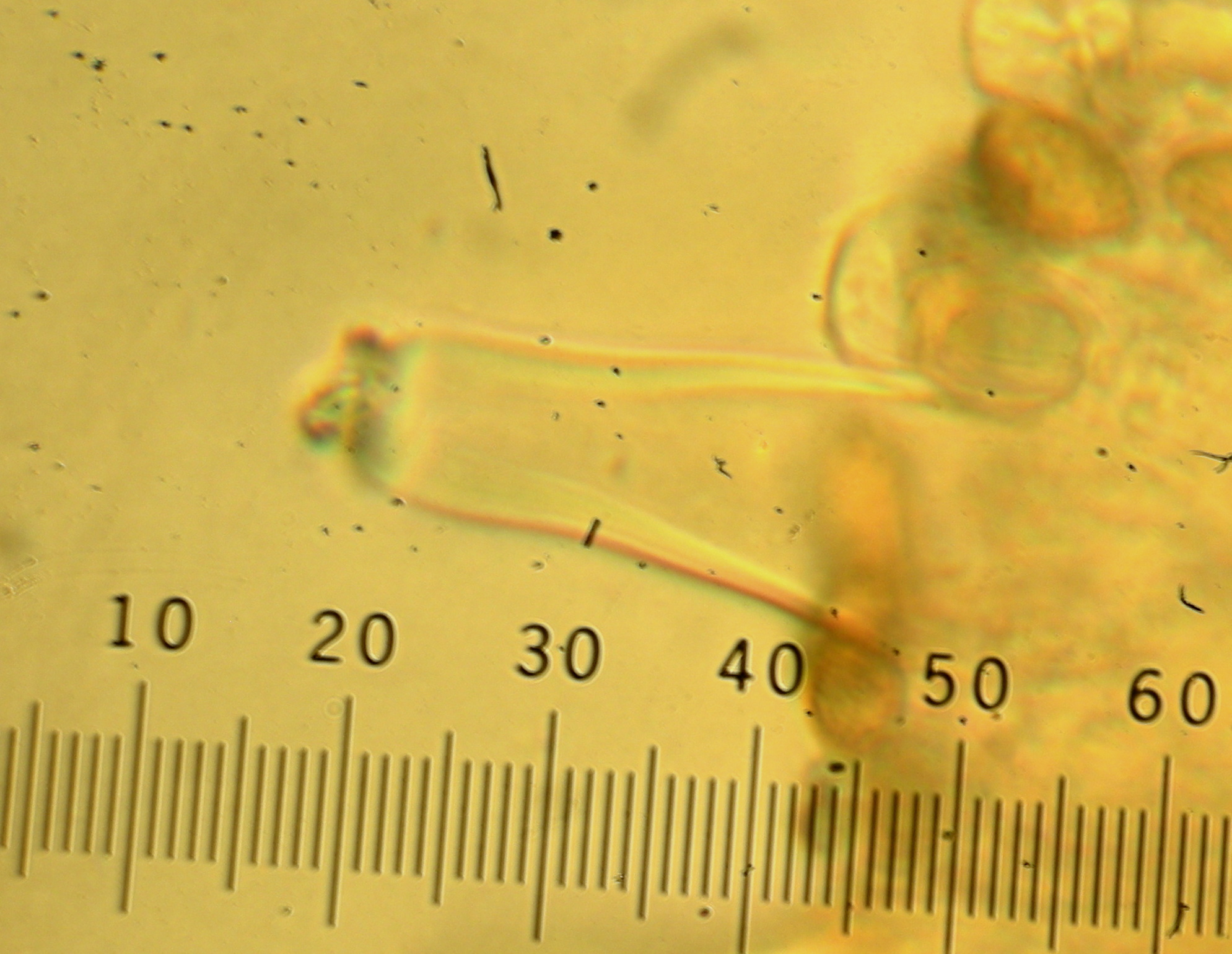
Cystidia apex